# 卡尔斯鲁厄会议

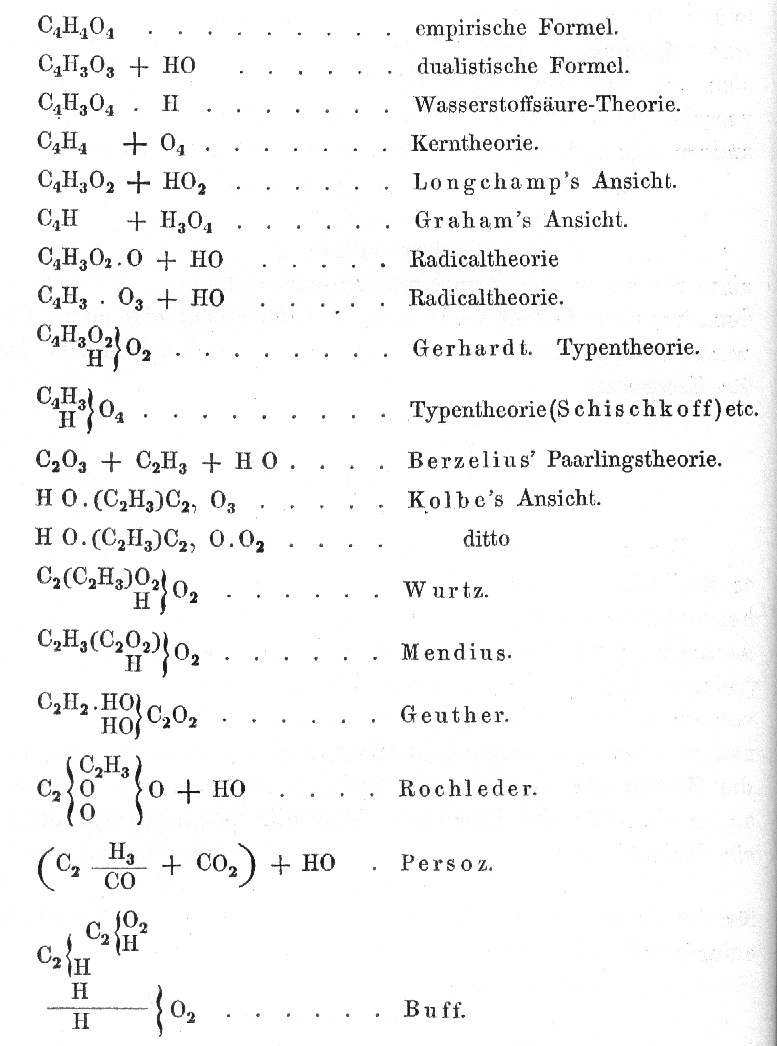
凯库勒列出的醋酸的不同写法

卡尔斯鲁厄会议是1860年9月3日-9月6日在德国工业城市卡尔斯鲁厄的博物馆大厅召开的一次国际化学科学会议，是历史上第一次国际化学科学会议，也是世界上第一次国际科学会议，在化学史上有着重要地位 。卡尔斯鲁厄会议是由德国化学家凯库勒、维尔菜因、法国化学家武尔茨等人提议召开的，在这次会议上，来自欧洲大陆15个国家的一百四十余位化学家就原子与分子的概念、化学命名法、化学反应当量、化学符号等化学科学的基础性问题达成一致。卡尔斯鲁厄会议之后，世界性的化学科学共同体开始形成，会议的一些共识沿用至今，而另一些共识则随着化学科学的发展而逐渐淘汰。

## 背景
在卡尔斯鲁厄会议之前，化学科学已经发展了百余年。化学科学中一些现代人普遍接受的学说与概念，如分子、原子、原子量等，在19世纪上半叶已经逐渐形成，但尚未成型，于是不同国家，不同学派的化学家之间便形成了各自不同的化学表示体系，仅氧的原子量一项，在欧洲大陆便有100、16、8等若干种不同的表达；同时，化学式的写法也不统一，在一些国家，水和过氧化氢均用OH表示，而在另一些国家，甚至不使用拉丁字母表记化合物；凯库勒曾经举醋酸的化学式为例，居然有多达十九种写法而类似分子、原子等概念则更是各不相同。
1859年，德国化学家凯库勒等人商议认为有必要就分子、原子、当量以及化学符号等基本问题上形成统一的规则，便提议发起一次世界性的化学家聚会。1860年5月，凯库勒、卡尔·维尔蔡因、查尔斯-阿道夫·武慈在巴黎制定了聚会的计划，并用英语、德语和法语发布了公告。不久得到化学界的回应，最终确定了20余位当时世界知名的化学家为会议召集人，并确定了会期。

## 会议议程和共识

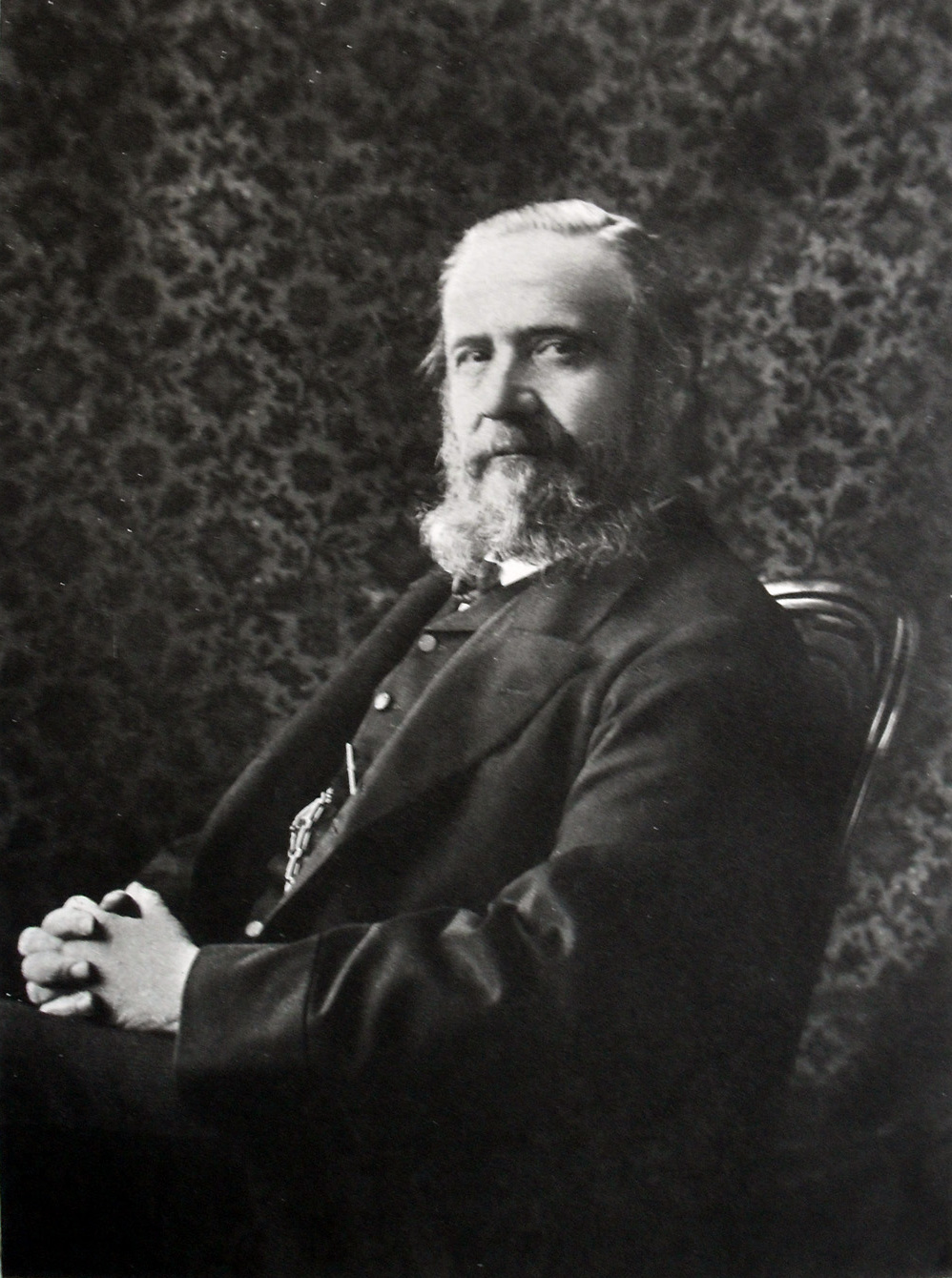
坎尼扎罗，他散发的小册子有助于化学家们澄清分子概念

- 9月3日：会议召开，共有140位化学家与会，首日议程包括：确定分子、原子、复杂原子、化学反应当量等概念；化合物原子中基的概念；当量与分子原子概念间的关系等。首日的会议确定了日后对化学科学至关重要的基础概念：分子和原子，随着化学的发展，分子这个最初非常模糊的概念被逐渐充实，并且在很多场合成为化学科学的代表；然而当量、原子中的基等概念则随着化学的发展而逐渐被淘汰。
- 9月4日：会议上凯库勒介绍了物理分子和化学分子的概念，并且阐述了原子与分子之间的区别，得到普遍认同；会议上还介绍了分子量的测定方法，并且提出了气体分子与化学分子等价的假设。物理分子、化学分子和气体分子等概念，现在已经不再使用了，但是在当时的认识水平下，会议就这些概念达成一个一致的认识，对化学科学的整合有着非常重要的意义。
- 9月5日：会议讨论了统一化学命名法的必要性，并达成一致意见，并且就化学命名法的一些具体问题进行了讨论；会议确定了分子量的标准，以双原子氧气分子的氧原子质量的1/16为单位原子量，这样定出了氢的原子量是1，碳是12，氧是16。这次会议制定的原子量标准一直沿用到1959年。

卡尔斯鲁厄会议在原子和分子的概念方面并没有达成共识，但斯坦尼斯劳·坎尼扎罗在会议的最后一天散发了写于1858年的《化学哲学教程提要》这本小册子。澄清了原子和分子的概念，提出用气体密度法测量分子量和使用杜隆-珀蒂定律测量原子量。这本逻辑严谨，表达清晰的小册子引起了与会者的注意，尤利乌斯·洛塔尔·迈耶尔事后写到“原来的茫然一下子就被剥除了”